# Glochidion symingtonii
Glochidion symingtonii là một loài thực vật thuộc họ Euphorbiaceae. Đây là loài đặc hữu của Malaysia.